# Gheorghe Nițu
Gheorghe Nițu (Pitești, 1960. november 19. –) román labdarúgó, kapus.

## Pályafutása

### Klubcsapatokban
Nițu 1979-ben mutatkozott be a román élvonalbeli Argeș Pitești csapatában. 1981 és 1983 között a Steaua București csapatában 24 mérkőzésen lépett pályára. 1985 és 1989 között a Victoria București kapusa volt; tagja volt az 1988–1989-es UEFA-kupa negyeddöntős csapatnak. Az 1989-1990-es szezonban a bajnokságban ezüstérmes lett a Steaua București csapatával, majd két idényen keresztül a török Bursaspor kapuját védte. 1992 és 1995 között ötvenhat bajnoki mérkőzésen szerepelt a Farul Constanțaban. 1995 tavaszán négy bajnoki mérkőzésen szerepelt a magyar élvonalban a BVSC-Zugló csapatában, majd visszatért Romániába ahol a másodosztályú Electroputere Craiova szerződtette. 1999-ben a Ceahlăul Piatra Neamț csapatától vonult vissza.

### A válogatottban
Négy-négy alkalommal lépett pályára a román U21-es és román olimpiai válogatottakban.